# جوزيف كوفاتش
جوزيف كوفاتش (بالمجرية: Kovács József)‏ (بالمجرية: József Kovács)، من مواليد 3 أبريل 1949، لاعب كرة قدم وسط هنغاري سابق.
لعب مع منتخب هنغاريا لكرة القدم.

## روابط خارجية
- جوزيف كوفاتش على موقع الاتحاد الدولي (مؤرشف)  (الإنجليزية)
- جوزيف كوفاتش على موقع قاعدة بيانات كرة القدم.إي يو (الإنجليزية)
- جوزيف كوفاتش على موقع ناشيونال فوتبول تيمز (الإنجليزية)
- جوزيف كوفاتش على موقع أوليمبيديا (الإنجليزية)